# Zellkomplex
Ein Zellkomplex oder CW-Komplex ist ein mathematisches Objekt aus dem Bereich der algebraischen Topologie. Es ist eine Verallgemeinerung des Simplizialkomplexes und wurde 1949 von John Henry Constantine Whitehead eingeführt.

## Definition
Eine {\displaystyle k}-Zelle ist ein topologischer Raum, der zu {\displaystyle B^{k}:=[0,1]^{k}} homöomorph ist. Eine offene {\displaystyle k}-Zelle ist ein topologischer Raum, der zum Inneren von {\displaystyle B^{k}} homöomorph ist. {\displaystyle k} nennt man die Dimension der Zelle.
Ein Zellkomplex oder auch CW-Komplex (closure-finite weak-topology) ist ein Hausdorff-Raum {\displaystyle X}, der in offene Zellen {\displaystyle (c_{i})_{i\in I}} zerfällt, wobei gilt:
1. zu jeder {\displaystyle k}-Zelle {\displaystyle c_{i}\subseteq X} existiert eine stetige Abbildung {\displaystyle f_{i}:B^{k}\rightarrow X} so dass das Innere von {\displaystyle B^{k}} homöomorph auf {\displaystyle c_{i}} und der Rand in eine Vereinigung von endlich vielen Zellen der Dimension {\displaystyle <k} abgebildet wird. ({\displaystyle f_{i}} heißt die charakteristische Abbildung der Zelle {\displaystyle c_{i}}.)
2. {\displaystyle M\subseteq X} ist genau dann abgeschlossen, wenn {\displaystyle M\cap f_{i}(B^{k})} für alle {\displaystyle i\in I} abgeschlossen ist.

Das {\displaystyle k}-Gerüst eines CW-Komplexes ist die Vereinigung aller seiner Zellen der Dimensionen {\displaystyle \leq k}.
Ein endlicher CW-Komplex ist ein CW-Komplex aus endlich vielen Zellen.

## Eigenschaften
Jeder CW-Komplex ist normal, erfüllt aber nicht unbedingt das erste Abzählbarkeitsaxiom, ist also nicht unbedingt metrisierbar. Jeder CW-Komplex ist lokal zusammenziehbar.
In zusammenhängenden CW-Komplexen gilt der Satz von Whitehead über die Homotopieäquivalenz.
Ein CW-Komplex ist der Kolimes seiner endlichen Unterkomplexe.

## Beispiele
- Jeder Simplizialkomplex ist ein CW-Komplex.
- Jede offene sternförmige Teilmenge des {\displaystyle \mathbb {R} ^{k}} ist eine k-Zelle.[2]
- {\displaystyle \mathbb {R} } ist ein CW-Komplex. Betrachte die Zellen {\displaystyle c_{i}=(i,i+1)} und die charakteristischen Abbildungen {\displaystyle f_{i}:[0,1]\to \mathbb {R} ,x\mapsto i+x}.

## Zelluläre Abbildungen
Das {\displaystyle n}-Gerüst {\displaystyle K_{n}} eines CW-Komplexes {\displaystyle K} ist die Vereinigung aller seiner Zellen der Dimension {\displaystyle \leq n}.
Eine CW-Abbildung (oder zelluläre Abbildung) ist eine stetige Abbildung {\displaystyle f\colon K\to L}, die jede {\displaystyle n}-Zelle von {\displaystyle K} in das {\displaystyle n}-Gerüst von {\displaystyle L} abbildet. (Dabei müssen {\displaystyle n}-Zellen nicht notwendig auf {\displaystyle n}-Zellen abgebildet werden.)